# 维莱斯帕桑 (埃罗省)
维莱斯帕桑（法語：Villespassans）是法国埃罗省的一个市镇，属于贝济耶区（Béziers）圣希尼昂县（Saint-Chinian）。该市镇总面积14.07平方公里，2009年时的人口为143人。

## 人口
维莱斯帕桑人口变化图示